# Тадеуш Айдукевич
Тадеуш Айдукевич (пол. Tadeusz Ajdukiewicz; 1852—1916) — польський художник, двоюрідний брат польського художника Зиґмунта Айдукевича.

## Біографія
Тадеуш Айдукевич вивчав живопис в Краківській академії образотворчих мистецтв у класі Владислава Лущкевича (1868—1873). Продовжував свою художню освіту у Мюнхенській та Віденській художній академіях. Під час перебування у Мюнхені на його творчість справили вплив художники Юліуш Коссак та Юзеф Брандт.
Учасник Першої світової війни у складі австро-угорської армії. Загинув під час бою поблизу Кракова 9 січня 1916 року.

## Нагороди
- Лицарський хрест ордена Франца Йосифа (1889)[6]

## Галерея

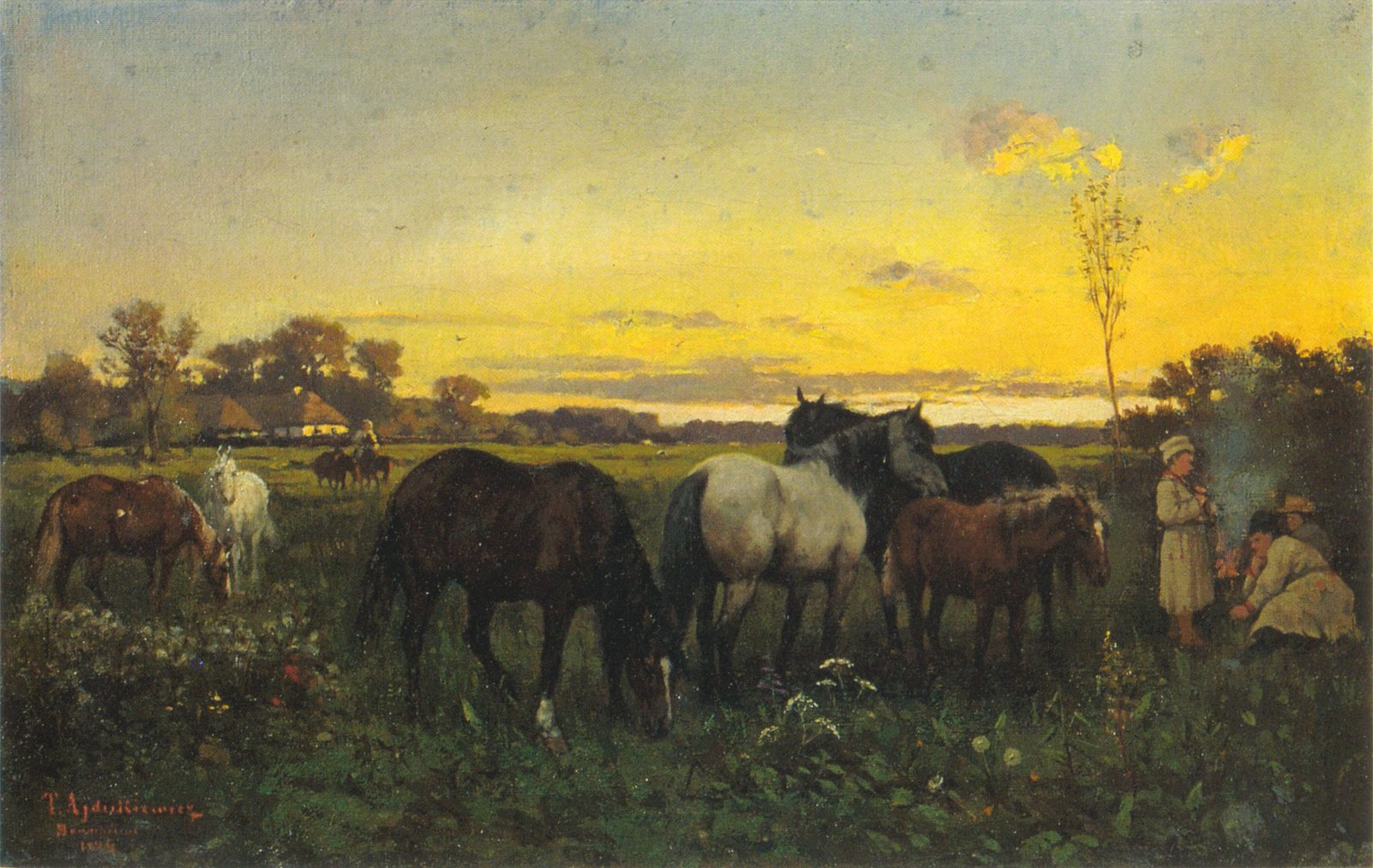
Коні на пасовиську
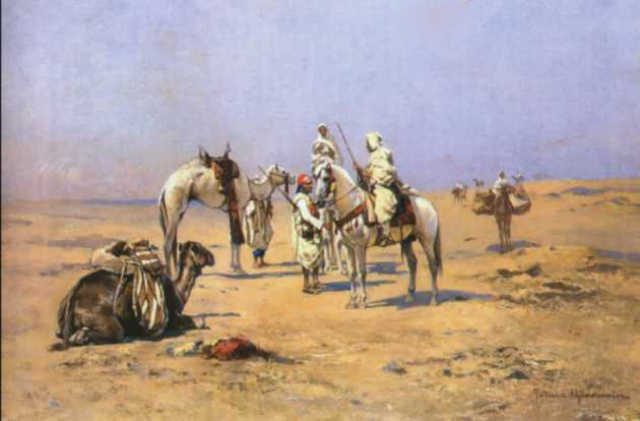
Зустріч в пустелі
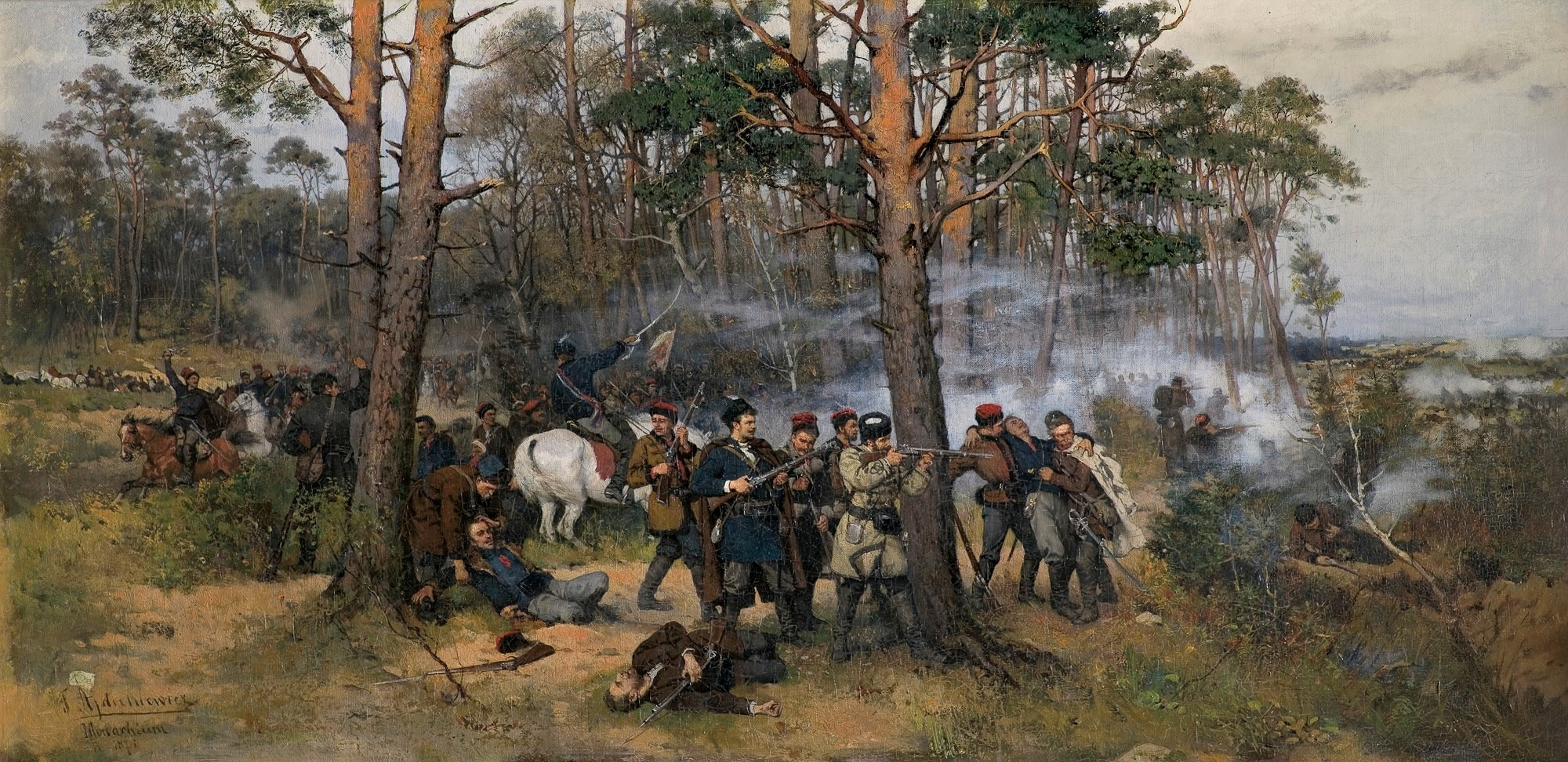
Січневе повстання 1863
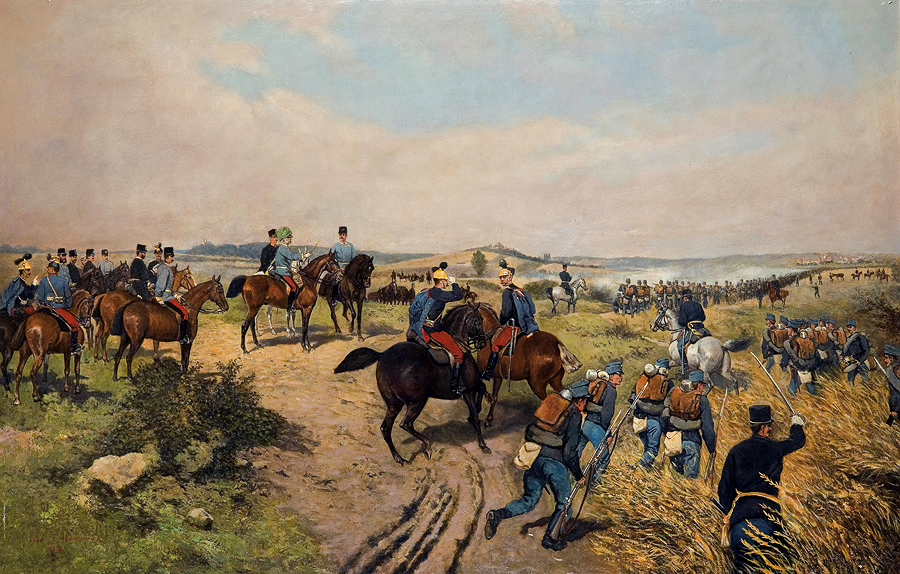
Військові навчання 1885
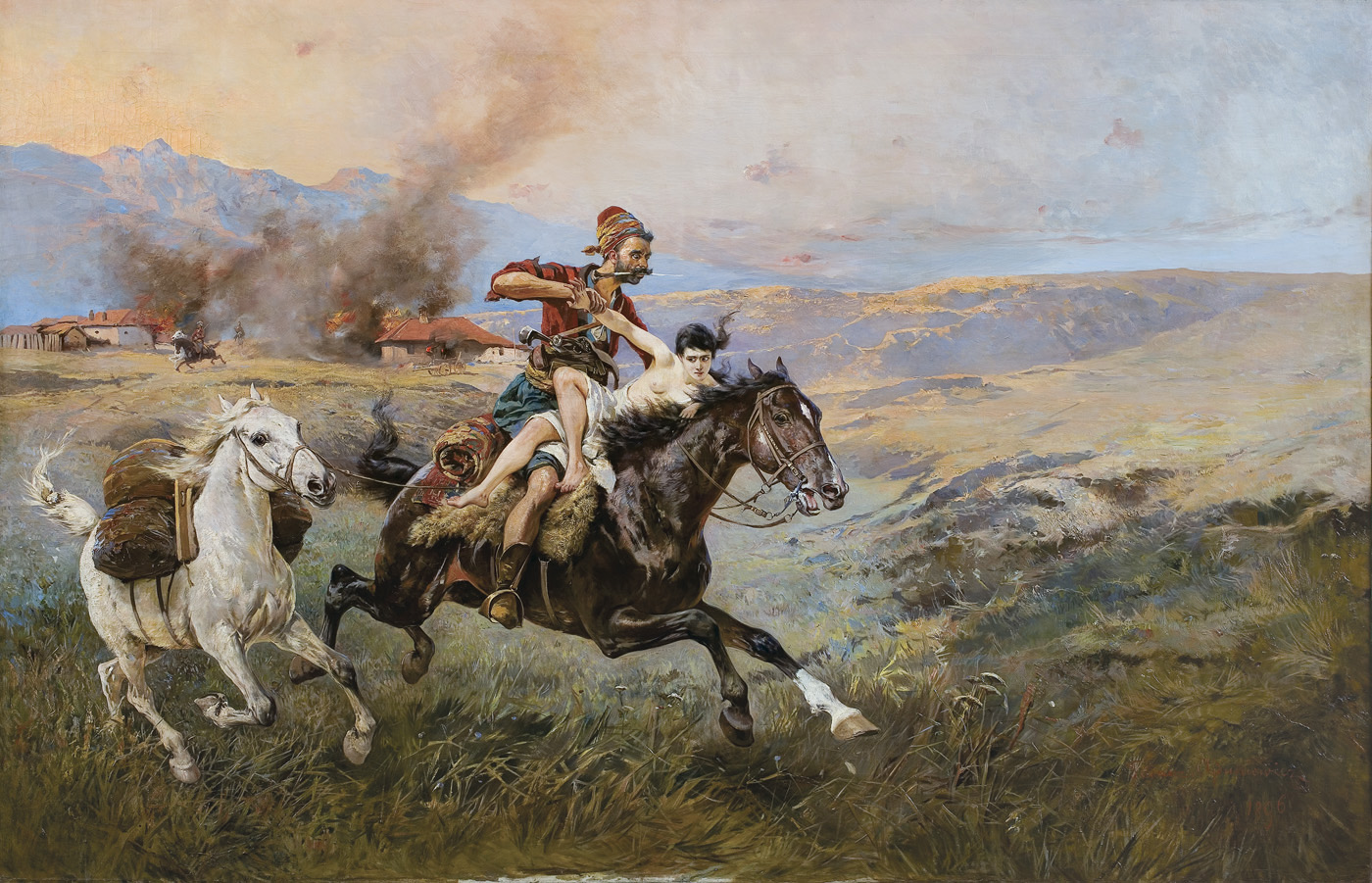
Викрадення дівчини башибузуком